# Cymopterus terebinthinus
Cymopterus terebinthinus là một loài thực vật có hoa trong họ Hoa tán. Loài này được (Hook.) Torr. & A.Gray mô tả khoa học đầu tiên năm 1840.

## Hình ảnh

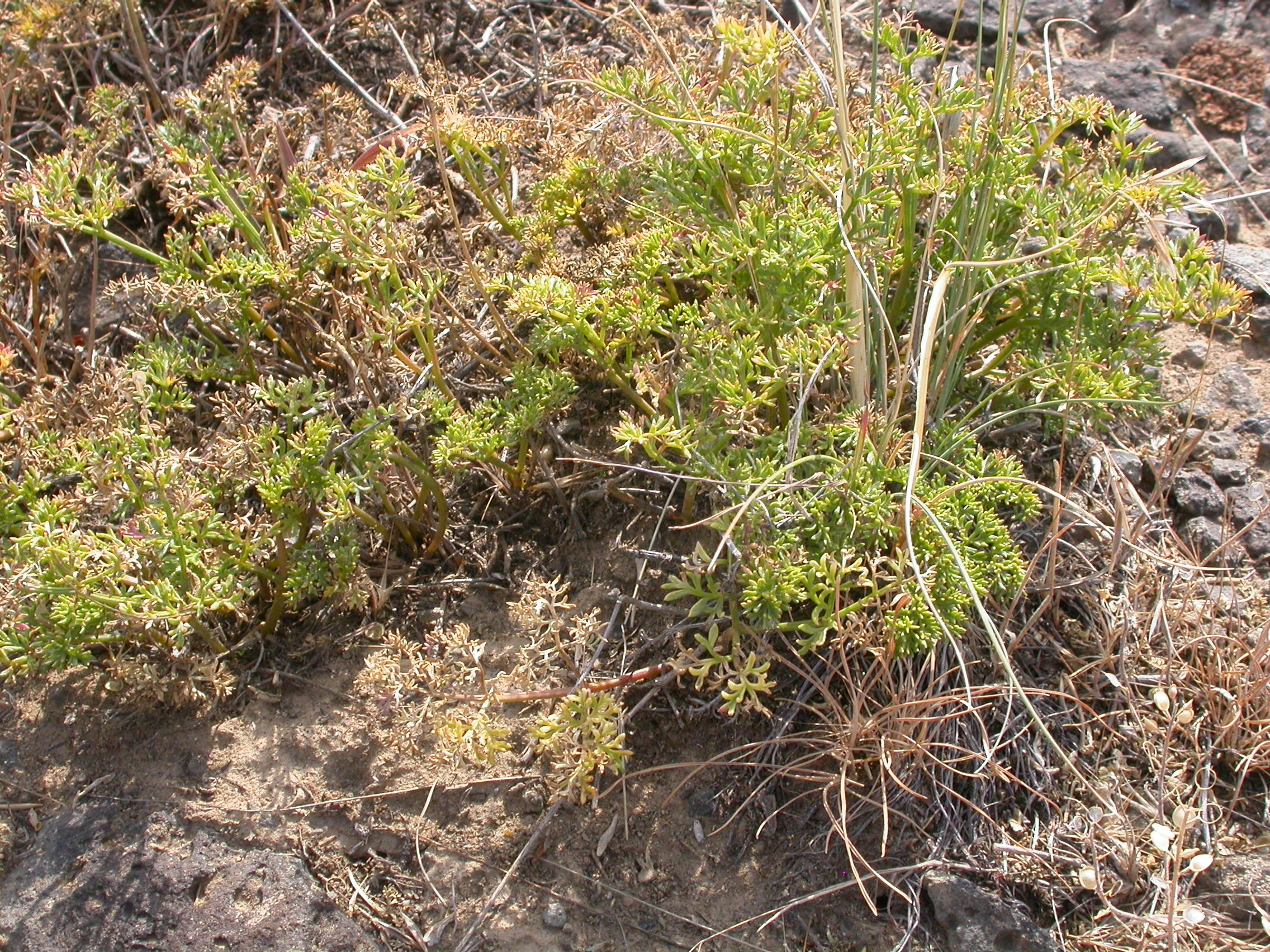
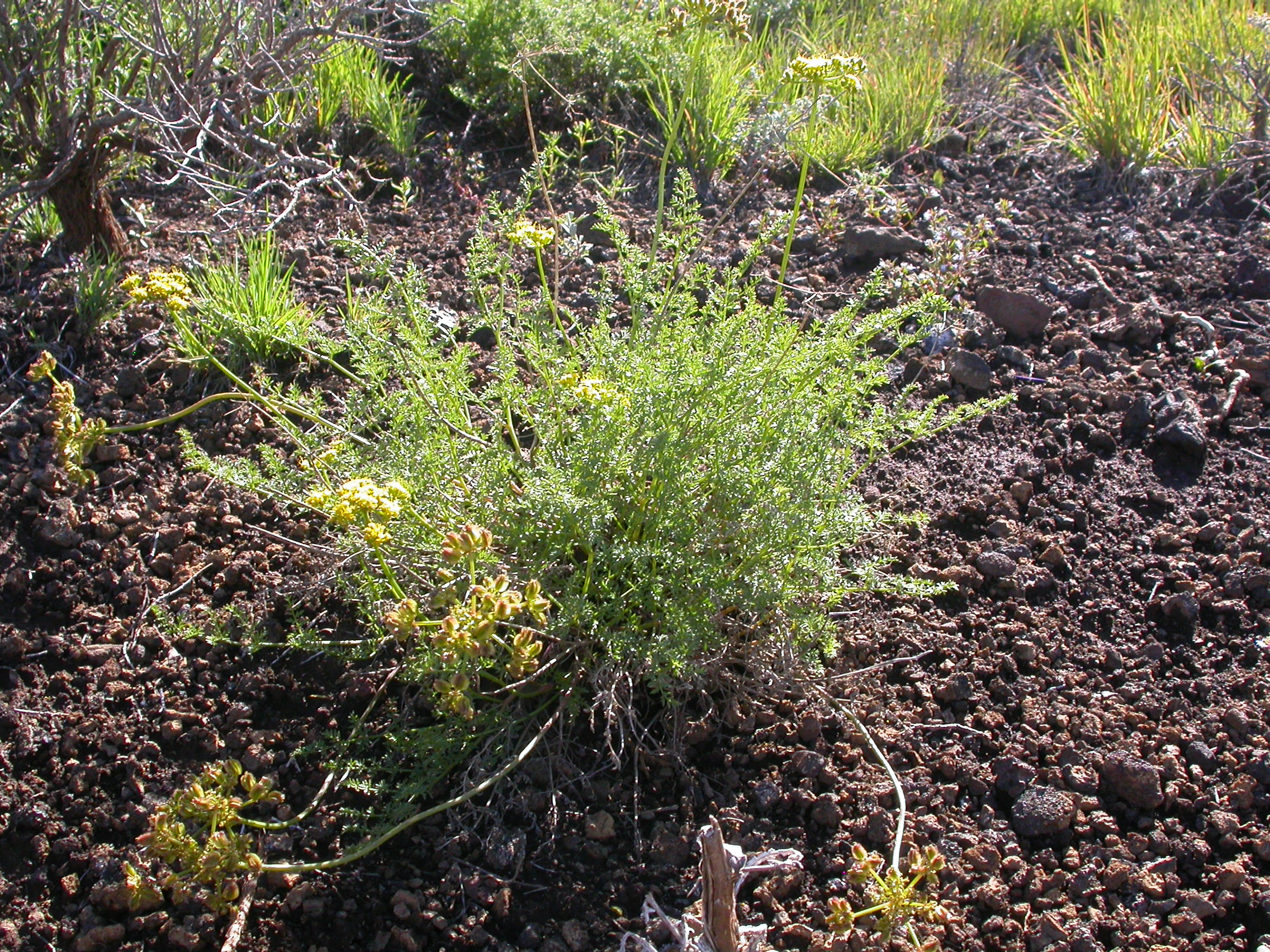
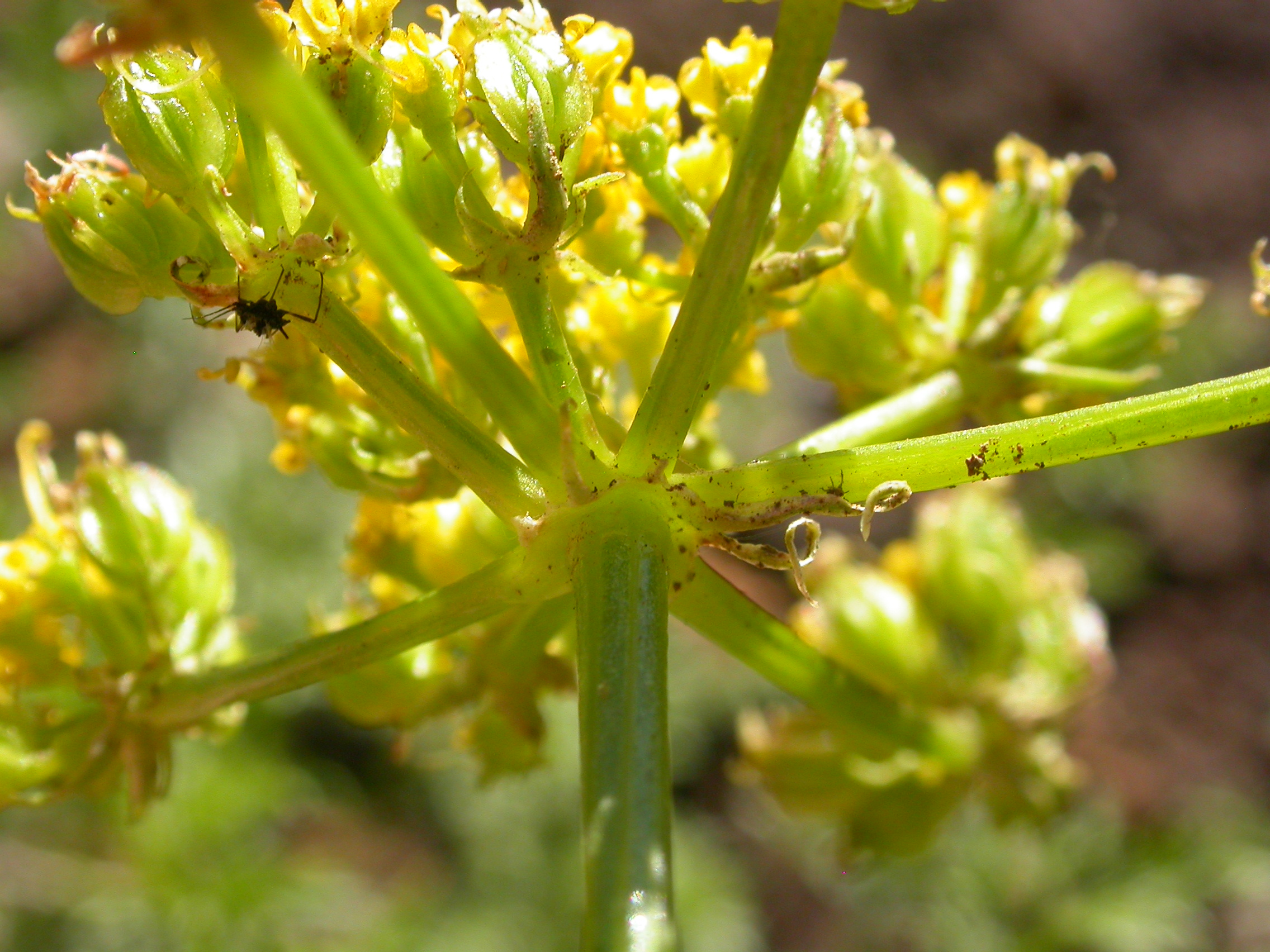
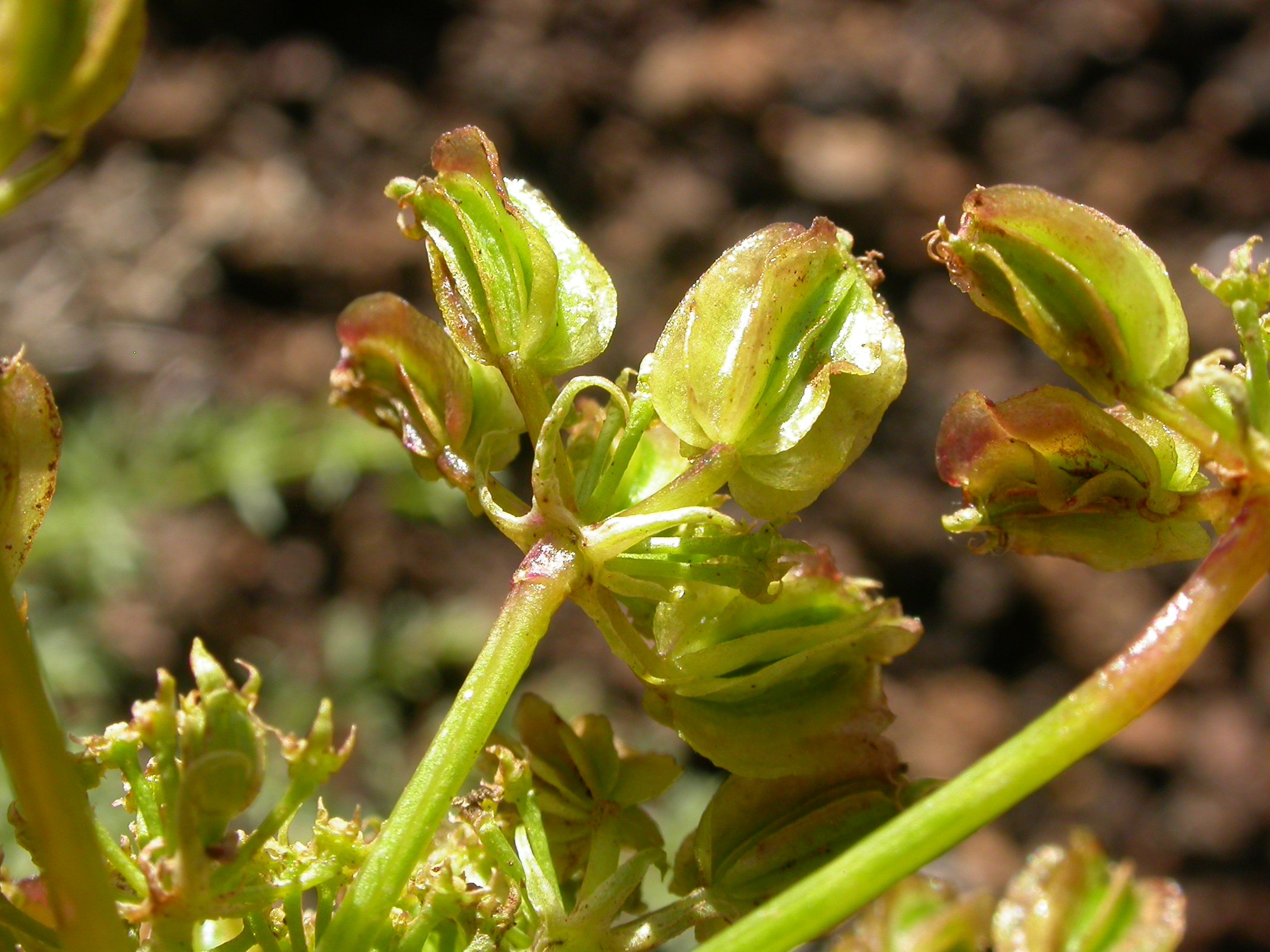